# Кубок домашних наций 1893
Кубок домашних наций 1893 (англ. 1893 Home Nations Championship — Чемпионат домашних наций 1893) — одиннадцатый в истории регби Кубок домашних наций, прародитель современного регбийного Кубка шести наций. Впервые в кубке победу одержал Уэльс, завоевав заодно и «Тройную корону», одолев всех своих противников. Кубок Калькутты завоевала сборная Шотландии, обыграв Англию в личной встрече.

## Итоговая таблица
| Место | Сборная   | Игры    | Игры   | Игры  | Игры      | Очки в матчах* | Очки в матчах* | Очки в матчах* | Очки в турнире** |
| Место | Сборная   | Сыграно | Победы | Ничьи | Проигрыши | Забито         | Пропущено      | Разница        | Очки в турнире** |
| ----- | --------- | ------- | ------ | ----- | --------- | -------------- | -------------- | -------------- | ---------------- |
| 1     | Уэльс     | 3       | 3      | 0     | 0         | 23             | 11             | +12            | 6                |
| 2     | Шотландия | 3       | 1      | 1     | 1         | 8              | 9              | −1             | 3                |
| 3     | Англия    | 3       | 1      | 0     | 2         | 15             | 20             | −5             | 2                |
| 4     | Ирландия  | 3       | 0      | 1     | 2         | 0              | 6              | −6             | 1                |

*В этом сезоне очки начислялись по следующим правилам: попытка — 2 очка, забитый после попытки гол — 3 очка, дроп-гол и гол с отметки — 4 очка, гол с пенальти — 3 очка.

**Два очка за победу, одно за ничью, ноль за поражение.

## Сыгранные матчи
- 7 января 1893, Кардифф: Уэльс 12:11 Англия
- 4 февраля 1893, Дублин: Ирландия 0:4 Англия
- 4 февраля 1893, Эдинбург: Шотландия 0:9 Уэльс
- 18 февраля 1893, Белфаст: Ирландия 0:0 Шотландия
- 4 марта 1893, Лидс: Англия 0:8 Шотландия
- 11 марта 1893, Лланелли: Уэльс 2:0 Ирландия